# 乳の親
乳の親（ちーのうや、ちちのうや、ちちのおや）は、沖縄県に伝わる女の妖怪。外見は優しい顔立ちの女性で、洗いざらしのような黒髪を長く垂らしており、乳房が非常に大きい。国頭村や大宜味村には、小児を葬るための童墓という墓があるが、ここには乳の親がいて、葬られた子供に乳を飲ませて養うと信じられている。そのために6歳以下の子供が死ぬと、乳の親に頼むために重箱を盛って祀るという。
一方で今帰仁村などでは、童墓や水中にいる乳の親が、まだ生きている子供を奪い去るといわれる。幼児に鏡を見せると、水面を鏡と思って水面に行きたがり、その挙句に乳の親に引きずり込まれるので、鏡を見せるべきではないとされている。
沖縄には以下のような話もあり、これらは乳の親によるものといわれている。
- ある子供が病床から回復しかけていた頃、乳の大きな女が現れ「こっちおいで」と招きながら姿を消した。とたんに子供は容態が急変し、やがて命を落とした[5]。
- 素性の知れない洗い髪の女が子供を抱いて、店に菓子を買いに来ていた。その頃、里外れの墓からよく赤ん坊の声が聞こえたが、その女が店を訪れているときのみ声は聞こえなかった。人々が墓を開けてみると、中では生きている赤ん坊が泣いていた[6]。